# Stearoylethanolamid
Stearoylethanolamid ist eine chemische Verbindung aus der Gruppe der Ethanolamide und Endocannabinoide.

## Vorkommen und Eigenschaften
Stearoylethanolamid, auch N-Stearoylethanolamin (NSE) genannt, ist in allen Säugetieren vorhanden. Es hat therapeutisches Potenzial zur Modulation von Immun- und Entzündungsreaktionen. Außerdem besitzt es eine antioxidative und membranschützende Funktion. NSE-Moleküle lagern sich in der Lipiddoppelschicht in einer Tail-to-Tail-Form aneinander. Es ist ein Endocannabinoid und weist apoptotische Aktivitäten auf, fördert also den programmierten Zelltod.

## Gewinnung und Darstellung
Stearoylethanolamid kann durch Reaktion von Stearoylchlorid, das durch Zugabe von Oxalylchlorid zu Stearinsäure in wasserfreiem Dichlormethan unter Stickstoffatmosphäre hergestellt wird, mit Ethanolamin gewonnen werden.